# برترام ۸۵۳۲۰
سیارک ۸۵۳۲۰ (به انگلیسی: 85320 Bertram، نامگذاری:1995EP8) هشتاد و پنج هزار و سیصد و بیستمین سیارک کشف شده‌است که در ۴ مارس ۱۹۹۵ کشف شد.